# 크리스티안 루드

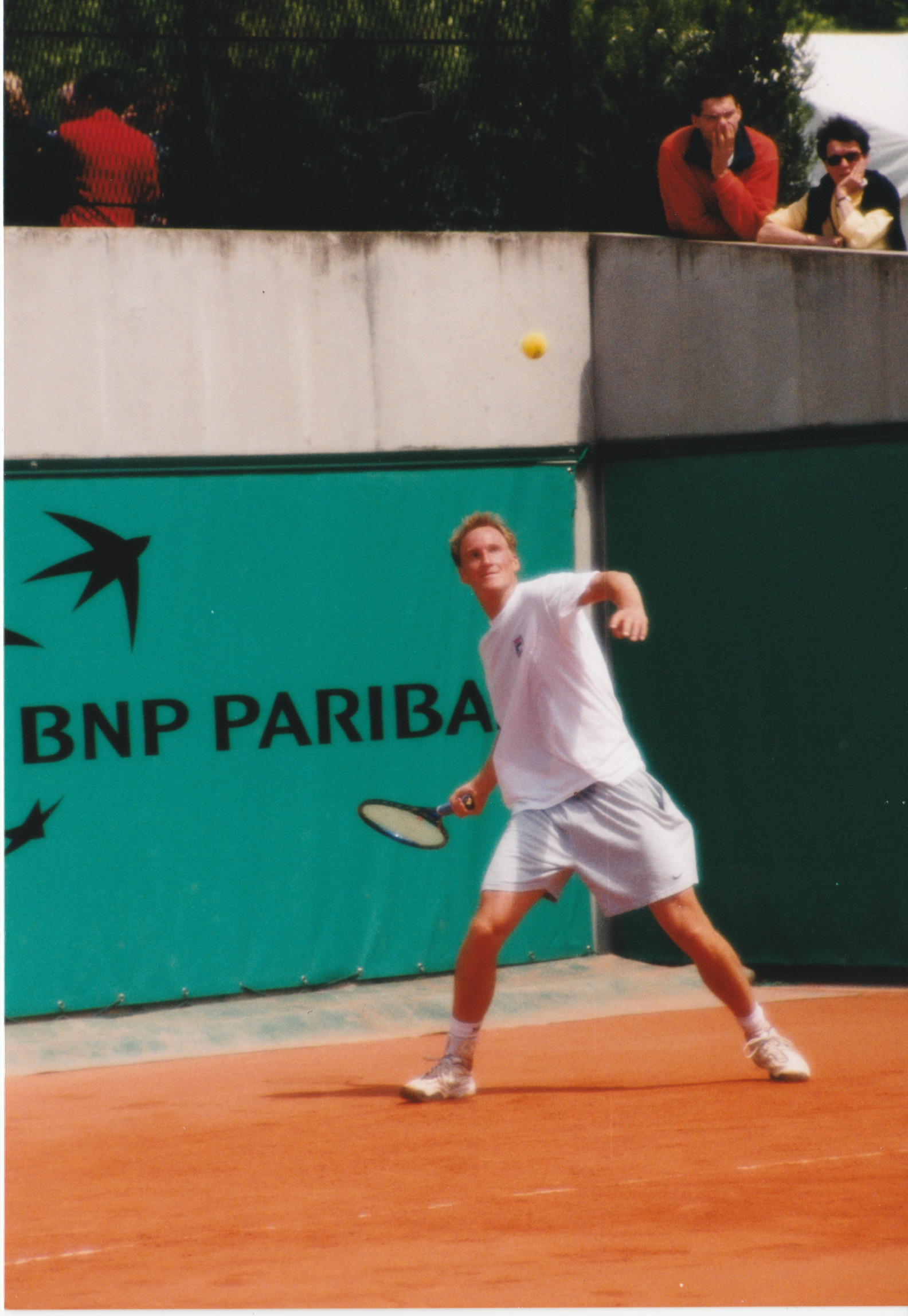

크리스티안 루드(노르웨이어: Christian Ruud, 1972년 8월 24일 ~ )는 노르웨이의 테니스 선수이다. 아들 카스페르 루드 또한 테니스 선수이다.